# Fuchsmühle (Hilpoltstein)
Fuchsmühle ist ein Gemeindeteil der Stadt Hilpoltstein im Landkreis Roth (Mittelfranken, Bayern). Fuchsmühle liegt in der Gemarkung Hofstetten.

## Lage
Die Einöde liegt circa vier Kilometer südwestlich des Zentrums von Hilpoltstein im Tal der Roth am westlichen Rand des Waldgebietes „Am Pfaffensteig“. Die Mühle ist von Unterrödel aus über einen Anliegerweg zu erreichen.

## Geschichte
Der Ort wurde als „Nusshackmühle“ erstmals 1350 erwähnt, als sie Konrad I. von Heideck erwarb. Nach dem Landshuter Erbfolgekrieg 1505 kam das Gebiet um Hilpoltstein und damit auch die Fuchsmühle zum neuen Territorium „Junge Pfalz“. 1542 verpfändete Pfalzgraf Ottheinrich sein Amt Hilpoltstein auf 36 Jahre an die Reichsstadt Nürnberg. Diese ließ 1544 ein Salbuch ihres Pfandbesitzes anfertigen. In ihm ist auch die Fuchsmühle erwähnt (die Familie Fuchs war eine weit verzweigte Müllerfamilie). Die Mühle gehörte nach wie vor zur Herrschaft Heideck und unterstand nur mit der hohen Gerichtsbarkeit dem Amt Hilpoltstein. Auch in der Karte des Pflegamtes Hilpoltstein von 1604, der „Mappa Vogeliana“, ist die „Fuchsmuhl“ eingezeichnet; dort ist auch noch ihr alter Name „Nusbachmuhl“ erwähnt. Sie war damals in die Pfarrei Zell, später in die Pfarrei Hilpoltstein gepfarrt und bestand aus „1 He(rdstätte)“. Das Mühlengebäude von heute wurde 1742 von dem Müller Aberham Wurm erbaut, wie eine Inschrift an der Fassade des Sandsteinquaderbaus mitteilt.

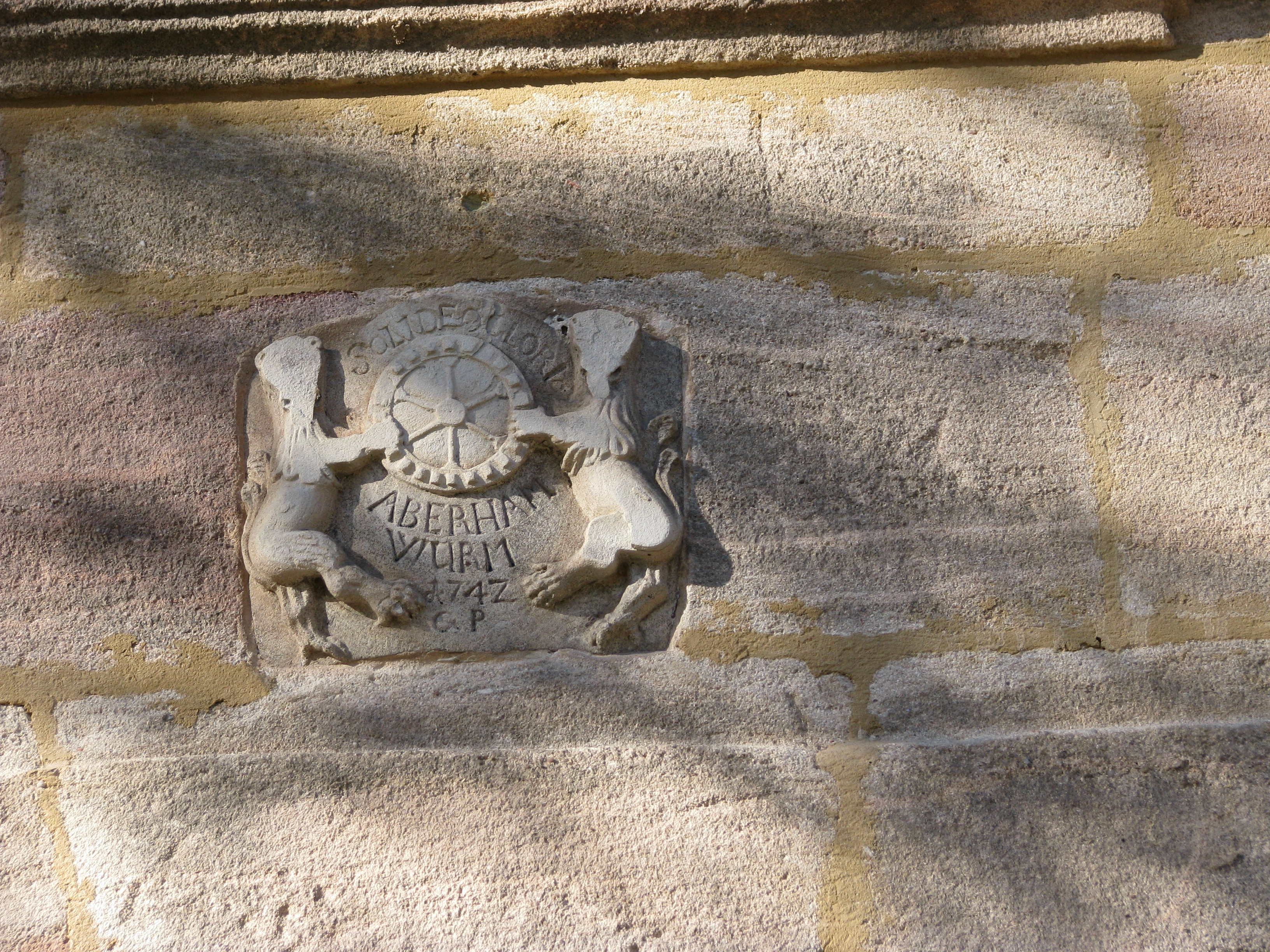
Fassadeninschrift „Soli deo gloria ...“ – Nur zur Ehre Gottes errichtet von Aberham Wurm 1742

Im neuen Königreich Bayern (1806) wurde die Fuchsmühle dem Steuerdistrikt Hilpoltstein zugeordnet. Als mit dem Gemeindeedikt von 1818 die Ruralgemeinde Hofstetten entstand, umfasste diese neben Hofstetten selber das Dorf Marquardholz, die – später abgegangene – Einöde Schrötzenhof, die Fuchsmühle sowie die Schweizermühle.
1860 wurde der Mahlbetrieb eingestellt. 1862 erwarb die Familie Fleischmann die ehemalige Mühle und betrieb auf dem Anwesen Landwirtschaft; 1875 standen hier an Großvieh drei Pferde und acht Stück Rindvieh.
Am 1. Januar 1972 wurde die Gemeinde Hofstetten im Zuge der Gebietsreform in Bayern in die Stadt Hilpoltstein eingegliedert.
Der Fuchsmühlweiher wurde bis weit in die 1950er Jahre von Erholungsuchenden aus dem Raum Nürnberg aufgesucht und als Badeweiher genutzt. 1952 wurde im Erdgeschoss des Mühlengebäudes eine Gaststätte eingerichtet, die nach 15-jähriger Pause 1997 wiedereröffnet wurde.

### Einwohnerentwicklung
- 1818: 12 (zwei „Feuerstellen“ = Herdstätten/Anwesen; eine Familie)[12]
- 1836: 12 (ein Anwesen)[13]
- 1861: 13 (drei Gebäude)[14]
- 1871: 15 (acht Gebäude)[15]
- 1900: 11 (ein Wohngebäude)[16]
- 1937: 06 (nur Katholiken)[17]
- 1950: 14 (ein Anwesen)[18]
- 1961: 08 (ein Wohngebäude)[19]
- 1970: 04[20]
- 1987: 02 (zwei Wohngebäude, zwei Wohnungen)[21]

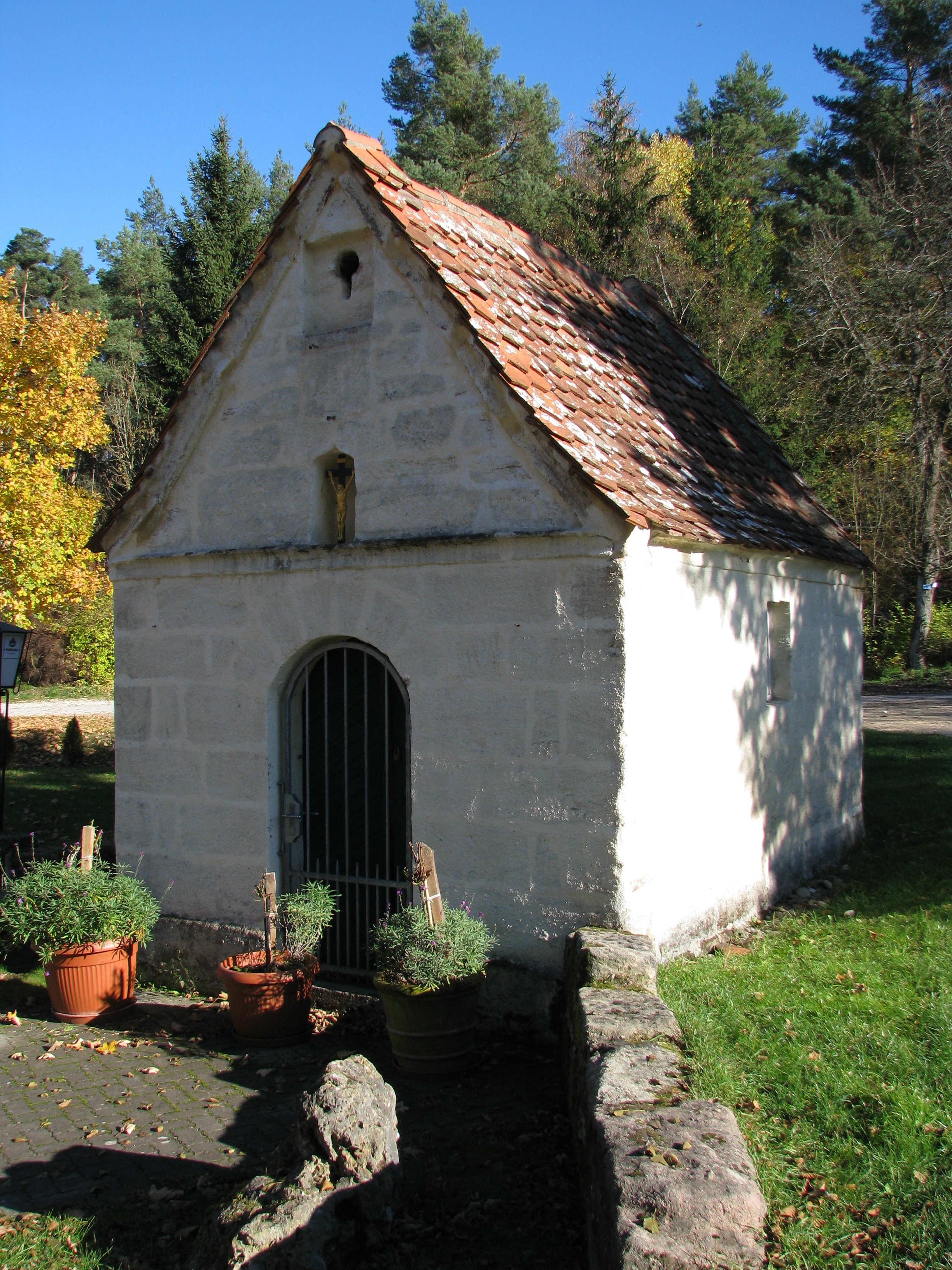
Kapelle der Fuchsmühle

### Mühlenkapelle
Die Kapelle stammt wie das Mühlengebäude aus dem 18. Jahrhundert. Das Altarbild soll eine Kopie des Gnadenbildes der Marienwallfahrtskirche Linden bei Greding sein, das wiederum einem Cranachgemälde nachempfunden ist.

## Baudenkmäler
Das Mühlengebäude und die Kapelle gelten als Baudenkmäler.